# .lb
.lb (Líbano) é o código TLD (ccTLD) na Internet para o Líbano. É operado pela Internet Society Lebanon, após o Sr. Bukhalid (antigo responsável) ter falecido e o código ter sido operado emergencialmente pela IANA dentro das funções da ICANN. 

## Terceiro Nível
- com.lb
- .net.lb
- .org.çb
- .gov.lb
- .edu.lb